# 내 인생의 콩깍지
《내 인생의 콩깍지》는 2003년 4월 7일부터 2003년 5월 27일까지 MBC 월화 미니시리즈로, 드라마에 뮤지컬 형식을 도입하여 매회 약 3분 정도 분량의 뮤지컬이 삽입돼 있는 게 특징이다.

## 등장인물

### 주요 인물
- 소유진 : 최은영(21~32세. 72년생) 역
- 박광현 : 서경수(22~33세. 71년생) 역
- 김지우 : 박정미(20세) 역 - 경수가 처음 사귀는 여자친구이자, 은영의 여대동창
- 정민 : 정성민(23세 ~ 30세) 역 - 은영의 첫사랑이자, 경수의 고등학교 동창

### 은영의 주변 인물
- 김인권 : 정상두(29~33세) 역 - 은영의 직장 동료로 은영을 줄기차게 따라 다니는 스토커
- 강래연 : 오인경(21~32세) 역 - 은영의 고민을 들어주는 절친한 대학친구

### 경수의 주변 인물
- 변정수 : 배현아 역 - 경수보다 3살 많은 같은 과 선배로 대학원생
- 한지혜 : 신희정 역 - 경수가 군 제대 후 무척 사랑하게 되는 여자
- 지상렬 : 이영진 역 - 대학시절 같이 자취를 하는 경수의 절친한 고교친구

### 은영네 가족
- 이영하 : 최병우 역 - 환경업체 사장
- 김영란 : 구숙희 역 - 춘천문화계에서 알아주는 수필가
- 허정민 : 최은호 역 - 은영의 동생
- 한수연 : 소라 역 - 은호의 아내

### 경수네 가족
- 김인문 : 서철주 역 - 경수의 조부
- 이희도 : 서문택 역 - 사향 산업인 석탄회사 만년과장
- 송옥숙 : 김현자 역 - 남편의 퇴직과 몰락으로 직업전선에 뛰어듦
- 조은지 : 서경선 역 - 경수의 동생
- 이근희 : 박두팔 역 - 경선의 남편

### 그 외 인물
- 이원종 : 은영의 아버지 회사 직원 역
- 최범호 : 은영과 경수가 활동하는 상대당 운동원 역
- 이주현
- 전혜빈
- 염재욱
- 원웅재
- 박팔영

### 우정출연
- 김명국 : 선거운동사무소 직원 역 - 은영과 경수에게 불법선거운동을 저지르게 지시함

## 회차별 제목
- 1회 첫 만남
- 2회 거짓말
- 3회 첫 연애
- 4회 악연
- 5회 천국과 지옥 사이
- 6회 백조의 호수
- 7회 순애보
- 8회 금반지
- 9회 프로포즈
- 10회 여름방학
- 11회 행동개시
- 12회 질투
- 13회 방심
- 14회 유혹
- 15회 후회
- 16회 내 인생의 콩깍지

## 같이 보기
- 뮤지컬 HD 드라마 《고무신 거꾸로 신은 이유에 대한 상상》